# Nu Cygni
Désignations
Nu Cygni (ν Cyg) est une étoile binaire de la constellation boréale du Cygne. Sa magnitude apparente combinée est de 3,94. D'après la mesure de sa parallaxe annuelle par le satellite Hipparcos, le système est situé à environ ∼ 370 a.l. (∼ 113 pc) de la Terre. Il se rapproche du Système solaire à une vitesse radiale d'environ −28 km/s.
La composante la plus brillante, désignée Nu Cygni A, est une étoile géante blanche de magnitude 4,07 et de type spectral A0 IIIn, avec la lettre « n » qui indique que ses raies d'absorption apparaissent élargies (« nébuleuses ») en raison de sa rotation rapide. Elle tourne en effet sur elle-même à une vitesse de rotation projetée de 217 km/s. L'étoile est estimée être 3,6 fois plus massive que le Soleil et son rayon est 1,9 fois plus grand que le rayon solaire. Elle est 412 fois plus lumineuse que le Soleil et sa température de surface est de 9 462 K. Son compagnon, désigné Nu Cygni B, est une étoile de magnitude 6,4 localisée à une distance angulaire de 0,24" de la composante primaire.